# Kazimierz Wilczewski (duchowny)
Kazimierz Wilczewski (ur. 4 marca 1917 w Kałudze koło Moskwy; zm. 18 czerwca 2004 r. w Mońkach) – polski duchowny rzymskokatolicki, prałat, kanonik, kapelan Armii Krajowej, działacz harcerski. Honorowy obywatel miasta Mońki.

## Wykształcenie
Absolwent Gimnazjum im. Króla Zygmunta Augusta w Białymstoku oraz Gimnazjum Biskupiego w Drohiczynie (matura w 1938). Od października 1938 studiował na Wydziale Teologicznym Uniwersytetu Stefana Batorego w Wilnie.

## Działalność
W 1941 r. po zajęciu Wilna przez hitlerowców, aresztowany i osadzony w więzieniu na Łukiszkach. Wskutek zarażenia tyfusem plamistym, uniknął wywózki na przymusowe roboty do Niemiec. Po zorganizowanej przez ruch oporu ucieczce z więzienia przez rok ukrywał się na wileńskiej wsi. Przez część okresu internowania abp. Romualda Jałbrzykowskiego (1942–1944) pełnił funkcję tajnego łącznika metropolity wileńskiego z kurią. 25 marca 1945 r. przyjął święcenia kapłańskie jako ostatni duchowny wyświęcony przez polskiego biskupa w Wilnie. Z tamtego okresu datuje się też jego bliska przyjaźń z Henrykiem Gulbinowiczem, późniejszym kardynałem, metropolitą wrocławskim.
W 1945 r. rozpoczął pracę w parafii Rudomino koło Wilna, gdzie nawiązał kontakt z antykomunistycznym podziemiem. W obliczu groźby aresztowania, na podstawie sfałszowanych dokumentów, uciekł do Białegostoku. W latach 1946–1948 wikariusz w parafii Św. Apostołów Piotra i Pawła w Suchowoli, organizator ruchu harcerskiego oraz współtwórca Liceum Ogólnokształcącego. Był wychowawcą Wacława Deca, późniejszego profesora, światowej sławy ginekologa i położnika, którego za kontakty z drużyną harcerską ks. Wilczewskiego wykreślono z listy studentów Wydziału Lekarskiego Akademii Medycznej w Łodzi.
W latach 1948–1954 wikariusz w parafii św. Rocha w Białymstoku, w latach 1954–1974 proboszcz w Czarnej Wsi Kościelnej. W latach 1974–1995 proboszcz parafii Matki Boskiej Częstochowskiej i św. Kazimierza w Mońkach. Współorganizator ogólnopolskich kościelnych obchodów 500 lecia śmierci św. Kazimierza (1984) oraz inauguracji peregrynacji obrazu Matki Bożej Częstochowskiej w polskiej części archidiecezji Wileńskiej (1987). Członek komitetu organizacyjnego wizyty Jana Pawła II w Białymstoku (1991). Po przejściu na emeryturę (1995) mieszkał w Turośni Kościelnej.
W 1999 r. z inicjatywy Towarzystwa Przyjaciół Moniek Rada miejska przyznała mu pierwszy w dziejach miasta tytuł honorowego obywatela Moniek.

## Tytuły, nagrody i odznaczenia
- 31 maja 1974 – kanonik honorowy Kapituły Bazyliki Metropolitalnej Wileńskiej w Białymstoku (od 1992 Białostockiej Kapituły Metropolitalnej)
- 6 września 1999 – honorowy obywatel Moniek
- 2000 – prałat honorowy Jego Świątobliwości
- 21 sierpnia 2000 r. – kawaler Krzyża Oficerskiego Orderu Odrodzenia Polski